# Temple bouddhiste de Saint-Pétersbourg
Le temple bouddhiste de Saint-Pétersbourg (russe : Санкт-Петербу́ргский будди́йский храм «Даца́н Гунзэчойнэ́й», tibétain : ཀུན་བརྩེ་ཆོས་གནས་གྲྭ་ཚང) est un édifice construit dans les années 1910 dans le style des monastères bouddhiques tibétains. Il s'agit du premier temple bouddhiste bâti en Occident. 

## Histoire
Le temple a été construit dans les années 1910, après un accord entre le Tsar Nicolas II de Russie et le 13e Dalaï Lama.
Agvan Dorjiev, appelé Ngawang Dorjé par les Tibétains, un érudit bouriate  proche des tuteurs du 13e Dalaï Lama et un de ses partenaires de débats philosophiques, permit la réalisation du projet de construction. Il réunit un comité d'éminents orientalistes et hommes politiques avec lesquels il avait noué des relations, tels que le prince Esper Ukhtomsky et le médecin Piotr Badmaev, les orientalistes Vassili V. Radlov, Sergueï F. Oldenburg, Fiodor Chtcherbatskoï ou encore le peintre N. K. Roerich,.  
En 1909, Agvan Dorjiev obtint du Tsar la permission de construire cet important temple au centre de Saint-Pétersbourg dont il espérait qu'il deviendrait la résidence du premier gouvernant bouddhiste de Russie. Néanmoins, l'Église orthodoxe se battit contre la construction de ce temple, et, si elle ne réussit pas à empêcher la construction, elle la ralentit considérablement. 
Il a été construit, suivant la volonté de Agvan Dorjiev, dans le style tibétain, avec cependant certaines modifications. Ainsi, les bords des fenêtres ne sont pas peints en noir, mais réalisés avec une pierre naturellement noire. De même, les vajra et d’autres symboles sont en bronze ou en pierre, parfois semi-précieuse, incrustés en haut des piliers et des murs. Une roue du Dharma (chökhor ridag) flanquée de deux daims est plaquée en or. La couleur bleue des décorations provient directement de turquoises. Les murs étaient décorés avec des motifs et des bandes de voilage multicolores en trompe-l'œil. Des inscriptions en différentes langues ont été réalisées, dont l’une disait: «  Puisse le rayonnement de Thubten (l’enseignement du Bouddha, ou Thubten Gyatso, 13e Dalaï-lama) se propager à travers le monde ! ».     
La première cérémonie eut lieu le 21 février 1913, tandis que la construction fut complétée en 1915, lorsque Nicolas II de Russie confirma l'arrivée de neuf lamas : trois venus de Transbaïkalie, quatre d'Astrakhan et deux de la région de Stavropol. Une cérémonie importante fut organisée le 9 juin 1914 pour consacrer une statue de Gautama Bouddha, cadeau du Roi Rama VI du Siam, ainsi qu'une statue de Maitreya, don du Conseil Russe à Bangkok.
Le datsan fut consacré le 10 août 1915, lorsque lui fut donné le nom de Gounzetchoïneï, c'est-à-dire « Source de l'enseignement religieux de Bouddha qui a une profonde compassion pour tous les êtres humains ».

### Persécutions et destructions
Le bâtiment fut endommagé à de nombreuses reprises. Il fut brièvement contrôlé par l'Armée rouge, qui l'endommagea, en 1919. On entrepris des premières réparations en 1922, mais l'essentiel fut réalisé en 1926. Toutefois, peu après survint une période de persécution du bouddhisme — à la suite d'une période de déclin du bouddhisme qui avait commencé après la mort de Lénine en 1924 — pendant laquelle les monastères furent fermés et leurs propriétés — y compris des livres sacrés, des ornements, etc. — saisies. Malgré tout, le temple resta intact pendant un moment. À la fin 1933, un dernier service fut même donné en l'honneur du 13e Dalaï Lama, qui venait de décéder le 17 décembre de cette année. Néanmoins, en 1935, un grand nombre de lamas furent arrêtés par le NKVD et envoyés pour trois à cinq ans dans des camps de travail. En 1937, les quelques bouddhistes restant dans la ville furent arrêtés et aussitôt exécutés.
Le temple fut partiellement détruit et même incendié. Il fut utilisé comme habitation, abandonné, puis utilisé notamment comme laboratoire pour des expérimentations animales.   

### Réhabilitation
Ce n'est qu'en 1989 que la communauté bouddhiste de Saint-Pétersbourg fut officiellement reconnue. Cette année-là, un service, le premier depuis cinquante ans, fut dirigé par le Lama Bakula Kushok Bakula Rinpoché, venu du Ladakh. Le 14 juillet 2004, le 150e anniversaire d'Agvan Dorjiev fut célébré au temple bouddhiste de Saint-Pétersbourg. Une plaque fut posée en son souvenir et un discours fut donné par l'universitaire bouddhiste américain renommé Robert Thurman.
En 1990, Thubten Ngodup, le médium de l'oracle de Nechung, l'oracle d'État du Tibet, a effectué un rituel de purification au Temple bouddhiste de Saint-Pétersbourg, à la suite d'une demande qui lui avait adressée par des Mongols de Mongolie, alors qu’il participait la même année à la réunion internationale de la Conférence asiatique bouddhiste pour la paix présidée par Bakula Rinpoché. Thubten Ngodup est retourné à plusieurs reprises en Russie, et a pu voir que ce temple avait retrouvé sa dimension spirituelle. En hommages aux liens entre ce temple et le Tibet, le 14e Dalaï Lama offrit une collection complète du Kangyur qui rassemble les enseignements du Bouddha Sakyamuni en 108 volumes.     

## Galerie

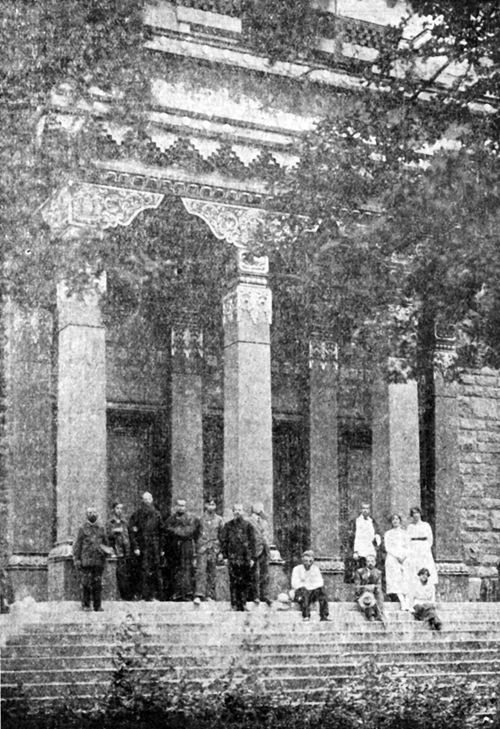
Le temple vers 1920, avec Karl Tõnisson (en) troisième depuis la gauche. Entre 1915 et 1923 ?
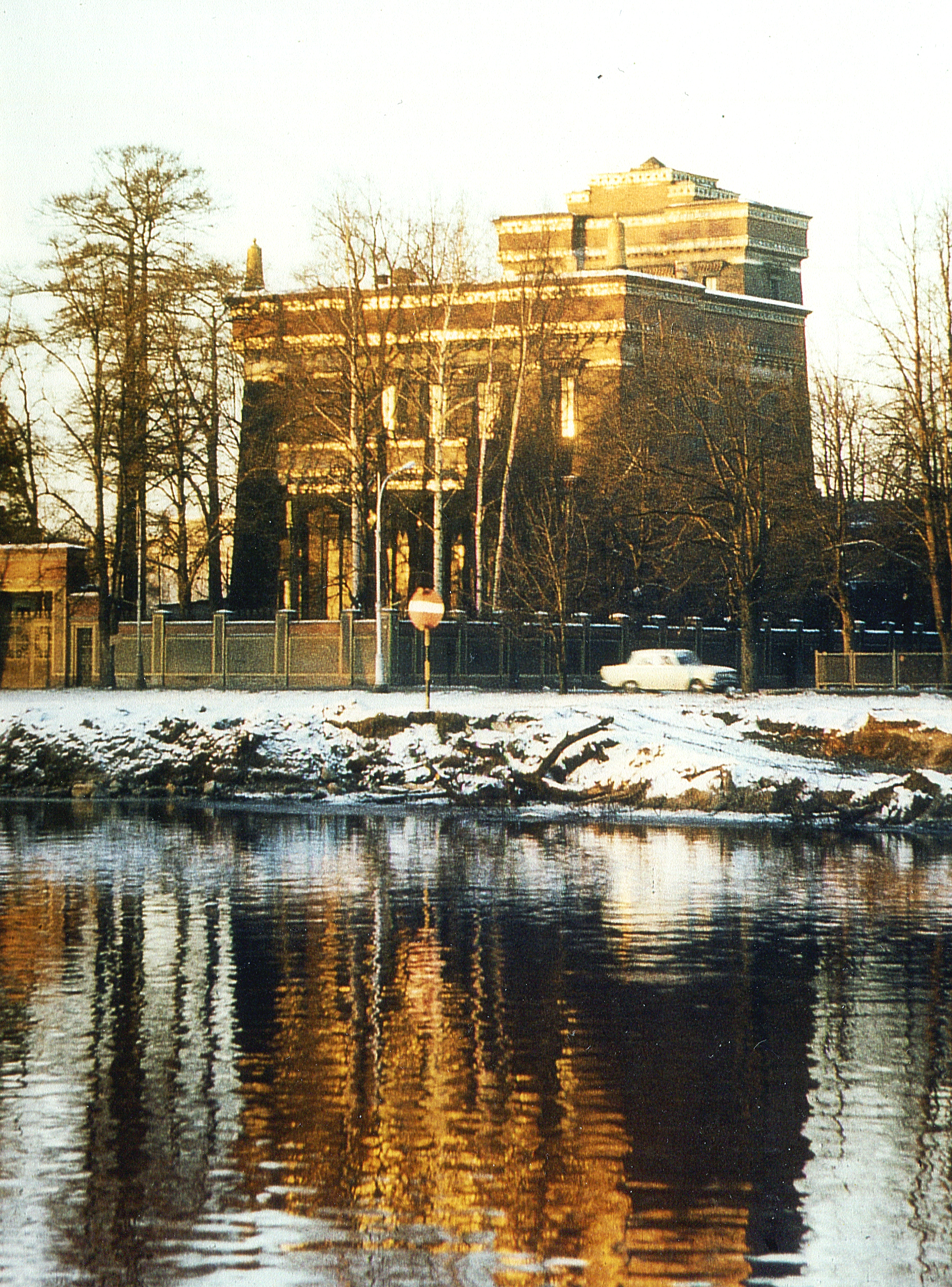
Temple bouddhiste de Saint-Pétersbourg.
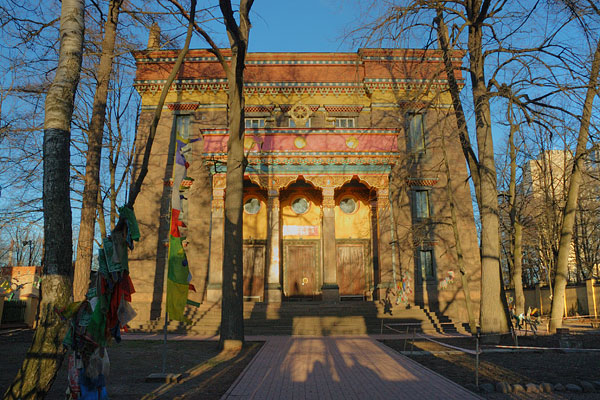
Autre vue du temple.
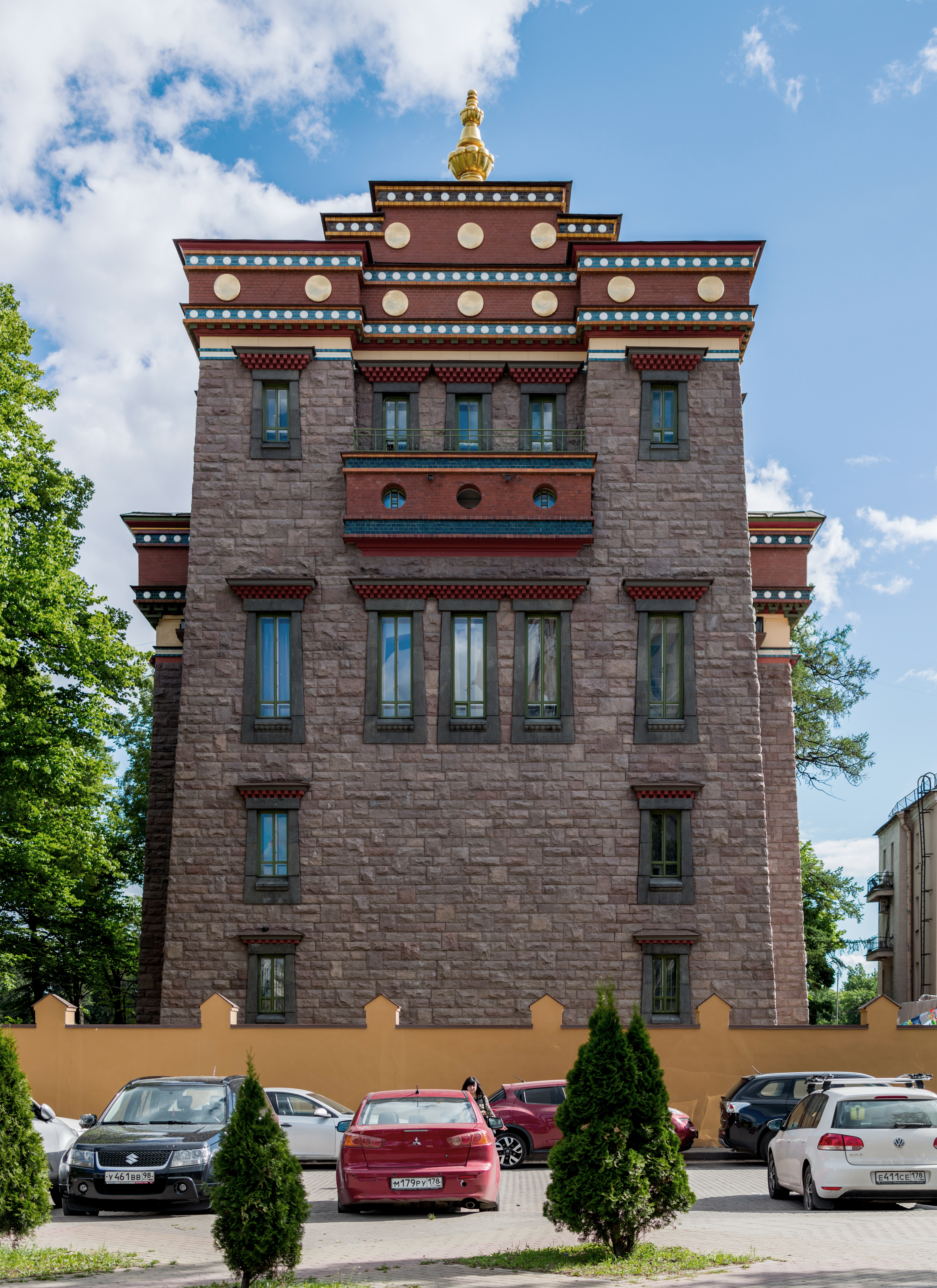
La façade nord.
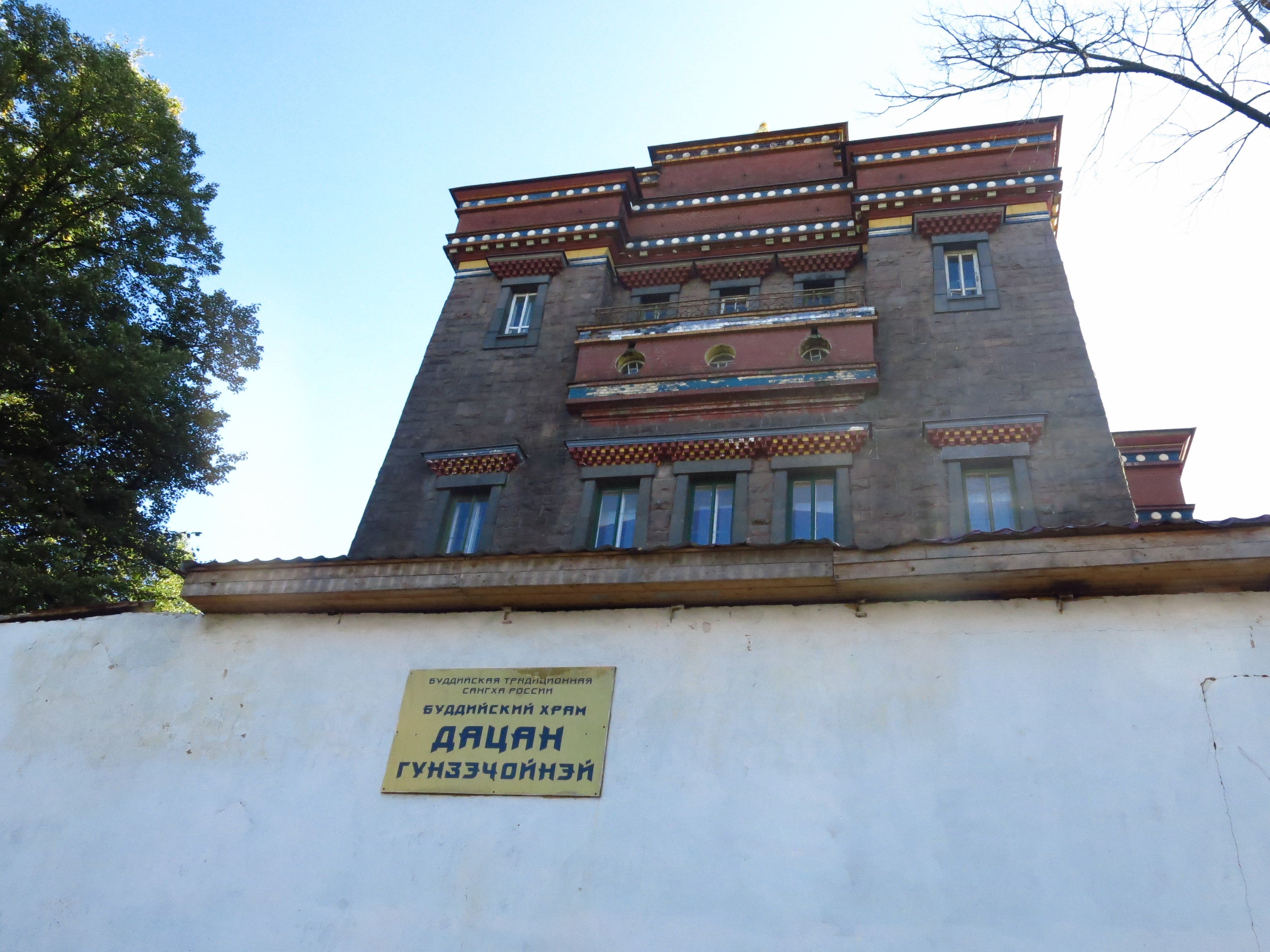
Une des façades; au premier plan, la plaque avec le nom, en russe, du temple.